# 依頼人
『依頼人』（いらいにん、原題: The Client）は、1994年に製作されたアメリカ映画である。ジョン・グリシャムの小説『依頼人』を映画化したものである。ソフト化した際に『ザ・クライアント 依頼人』というタイトルに改題された。
原作者のグリシャムはこの映画の出来に大変満足し、『評決のとき』の映画化に当たっては同じワーナー・ブラザース製作でジョエル・シュマッカー監督、スタッフもほぼ同じ面々を希望した。

## ストーリー
夫の裏切りにより家族を失い心の傷を抱えた中年女性が、絶体絶命のピンチに立つ11歳の依頼人のために検事とマフィアを向こうにまわして丁々発止のやり取りを繰り広げる。
テネシー州メンフィス。マーク・スウェイは母親と弟のリッキーとトレーラーハウスに暮していた。好奇心からタバコに手をだしてハウスの裏手にある森に入っていくが弟もついてきてしまう。森の窪地で一台の大型高級車が止まっているのを目にしたマークたちは隠れるが、中にいた中年男が排ガス自殺をしようとしている場面に出くわす。男はアルコールで酩酊していたため、マークは排気パイプからホースを抜くが見つかって車の中に引きずりこまれる。恐怖のためリッキーは正気を失う。男は拳銃を取り出した。
その男、弁護士のジェローム・クリフォードは雇い主であるマフィアの殺し屋「剃刀」バリー・マルダーノの上院議員殺しを知っていた。現場は大河を下った大都会のルイジアナ州ニューオリンズ。警察は証拠となる死体を躍起となって探し回る。逮捕されれば組織が自分を消すとわかっているバリーだがＦＢＩが一挙一動を監視していたため死体を動かせない。危険な状況から逃げたジェロームだが警察と組織の追及から逃れられないと最後に故郷へ戻り人生を終えようとしていた。しかし正気を失っていたことでマークに死体を埋めた場所、殺し屋の死命を決する秘密をしゃべる。
クリフォードの隙をついてマークは逃げ出し、弁護士は拳銃自殺を遂げた。トレーラーハウスに戻ったマークだが事件のショックでリッキーが病院に運ばれた。現場に近い場所に住む一家の異変は当局の知るところとなり、マークは自殺現場を目撃しただけで無関係と説明するが、警察は病院でマークの指紋を採取し車内に残された指紋と照合されクリフォードとの接触が明らかになった。法廷に引き出されて質問されれば、もし証言を拒否した場合には司法妨害に問われ、証言をすれば身の危険が生じる。すなわち、メンフィスでの顛末を知った剃刀バリーは手下を使い「ばらしたら殺す」とマークに脅しをかけてきた。家族を守るため戦うことを決意した少年は、病院で拾ったチラシ広告から弁護士事務所のあるビルを訪ねるが子供のため相手にされず、別の事務所を覗いたときにレジー・ラブと出会う。レジーはマークの目を見ながら、戦うには弁護士が必要だが雇うカネはあるかと尋ねた。少年のポケットには一ドルしかなかった。
証人発見の報に事件解決を図る検事の「牧師」ことロイ・フォルトリッグはスタッフと共に乗り込む。野心家の彼にとって手柄をたてるチャンスであり、子供から証言を引き出すことなど問題ないはずだったが弁護士のレジーにてこずらされる。

## 登場人物
レジー・ラブ
演 - スーザン・サランドン
弁護士。会話を録音するなど、ちゃっかりとした性格。離婚歴があり、子供がいて夫は医者だった。
ロイ・フォルトリッグ
演 - トミー・リー・ジョーンズ
「牧師」と渾名される検事。弁論中、好んで聖書の一節を引用するのが渾名の由来。
マーク・スウェイ
演 - ブラッド・レンフロ
母親と弟とトレーラーハウスで暮らしている少年。母には頭が上がらない。子供でありながら喫煙するなど悪ガキであるが、ローミーの自殺を止めようとするなど善良な一面もある。両親が離婚した際、父親の雇った弁護士に母子揃ってひどい目にあわされて以来、弁護士に良い印象を抱いていない。このことから、当初はレジーにも良い印象を抱いていなかったが、次第に慕うようになり「唯一の友」と認めるまでになる。
ダイアン・スウェイ
演 - メアリー＝ルイーズ・パーカー
マークの母親。せっかちで忘れ物をすることがある。前代未聞の出来事の連続に荒れることが多いが、本来は愛情深い人物。
バリー・マルダーノ
演 - アンソニー・ラパーリア
マフィアの殺し屋。「剃刀」と綽名される。母は死んでいる。状況判断に優れているとはいえず、事態を混乱させ、スラーリからは呆れられている。
ハリー・ルーズベルト
演 - オジー・デイヴィス
判事。ロイの引用の誤りを指摘する。
クリント・フォン・フーザー
演 - アンソニー・エドワーズ
レジーの同僚。
ジェイソン・マクスーン
演 - J・T・ウォルシュ
FBIのメンフィス支局長。
リッキー・スウェイ
演 - デヴィッド・スペック
マークの弟。8歳。事件を見たショックで心が壊れてしまう。
ラリー・トルーマン
演 - アンソニー・ヒールド
ニューオリンスFBI。
ハーディ
演 - ウィル・パットン
巡査部長。事件からマークにこだわるようになる。スウェイ家を貧乏だと臆面もなく言ったり、少年のマークに脅すような言い方をするなど大人げない。
ジョニー・スラーリ
演 - ロン・ディーン
ハリーの叔父貴。港町のドックに事務所を置いている。マークを始末しようとするハリーに承認を与えるが、状況を悪くする行動を起こすハリーを快く思っていない。
ジャック・ナンス
演 - ジョン・ディール
私立探偵。
ジェローム・"ローミー"・クリフォード
演 - ウォルター・オルケウィック
弁護士。バリーが埋めた死体の場所を知っていることから殺されそうになり、恐怖から自殺しようとしている。あまりの恐怖から錯乱しており、結局は自殺してしまう。
グリーンウェイ
演 - ウィリアム・H・メイシー
医師。
トーマス・フィンク
演 - ブラッドリー・ウィットフォード
連邦検事補。
カレン
演 - エイミー・ハサウェイ
看護婦。
クローデット
演 - ジョー・ハーヴェイ・アラン
ローリーの同僚。
スリック・モーラー
演 - ダン・カステラネタ
新聞記者。状況的に弱っているスウェイ兄弟にしつこく聞こうとするなどデリカシーがない。
ナッサー
演 - マーク・キャバス
警部。
ボイエット
上院議員。バリーに殺された。
ギル・ビール
演 - ウィル・ザーン
弁護士。
グロンキー
スラーリの部下。

## キャスト
| 役名                                 | 俳優                             | 日本語吹替 | 日本語吹替   |
| 役名                                 | 俳優                             | ソフト版   | テレビ朝日版 |
| ------------------------------------ | -------------------------------- | ---------- | ------------ |
| レジー・ラブ                         | スーザン・サランドン             | 藤田淑子   | 弥永和子     |
| ロイ・フォルトリッグ（綽名は牧師）   | トミー・リー・ジョーンズ         | 有川博     | 菅生隆之     |
| マーク・スウェイ                     | ブラッド・レンフロ               | 大野雅一   | 木村良平     |
| ダイアン・スウェイ                   | メアリー＝ルイーズ・パーカー     | 岡村恭子   | 安達忍       |
| バリー・マルダーノ（綽名は剃刀）     | アンソニー・ラパーリア           | 江原正士   | 山路和弘     |
| ハリー・ルーズベルト判事             | オジー・デイヴィス               | 青森伸     | 阪脩         |
| クリント・フォン・フーザー           | アンソニー・エドワーズ           | 小形満     | 古田信幸     |
| ジェイソン・マクスーン               | J・T・ウォルシュ                 | 稲葉実     | 佐々木勝彦   |
| リッキー・スウェイ                   | デヴィッド・スペック             | 伊藤淳史   | 松田聡也     |
| ラリー・トルーマン                   | アンソニー・ヒールド             | 辻つとむ   | 西村知道     |
| グリーンウェイ医師                   | ウィリアム・H・メイシー          | 平田広明   | 伊藤和晃     |
| トーマス・フィンク                   | ブラッドリー・ウィットフォード   | 大川透     | 大滝寛       |
| ポール・グロンキー                   | キム・コーツ                     | 中田和宏   | 諸角憲一     |
| ハーディ巡査部長                     | ウィル・パットン                 | 田原アルノ | 中村秀利     |
| ジョニー・スラーリ                   | ロン・ディーン                   | 大宮悌二   | 藤本譲       |
| ジャック・ナンス                     | ジョン・ディール                 | 秋元羊介   | 斎藤志郎     |
| ママ・ラブ                           | ミコール・メルキュリオ           | 斉藤昌     | 巴菁子       |
| ジェローム・"ローミー"・クリフォード | ウォルター・オルケウィック       | 島香裕     | 島香裕       |
| ドリーン                             | キンバリー・スコット             | 喜田あゆみ | 喜田あゆみ   |
| カレン                               | エイミー・ハサウェイ             | 麻丘夏未   | 加藤優子     |
| クローデット                         | ジョー・ハーヴェイ・アラン       | 火野カチコ | 火野カチコ   |
| スリック・モーラー                   | ダン・カステラネタ               | 長島雄一   | 坂口哲夫     |
| ハリー・ボーノ                       | ウィリアム・リチャート           | 島香裕     | 水野龍司     |
| ナッサー警部                         | マーク・キャバス                 | 津田英三   | 堀川仁       |
| ギル・ビール                         | ウィル・ザーン                   | 長島雄一   | 坂口賢一     |
| 患者                                 | トム・ケイジー                   | 秋元羊介   | 山野井仁     |
| 廷吏                                 | ジェフリー・バックナー・フォード | 辻つとむ   | 中博史       |
| 受付嬢                               | ルビー・ウィルソン               | 火野カチコ | 西宏子       |
| 盗聴FBI局員                          | トミー・クレスウェル             | 仲野裕     |              |

- ソフト版吹き替え - VHS・DVD・BD収録
- テレビ朝日版吹き替え - 初回放送1997年12月21日『日曜洋画劇場』

## 評価
Rotten Tomatoesによると40件のレビューで支持率は80%で、『依頼人は法廷ドラマの理念を再構築することはないかもしれないが、ジョエル・シューマッハーの頑丈な監督の手と優れたキャストは、ジョン・グリシャムのページめくりを夢中にさせるサスペンスで生き生きとさせる。』と評価された。
Metacriticsでは全18件のレビューの内、肯定的な評価は13件、中立評価は5件、否定的な評価は0件で、加重平均値は65/100である。
シカゴ・サンタイムズのロジャー・イーバートは「依頼人」に星4点満点中星2.5点の評価をつけ、『多くの責任はグリシャムにあると思う。彼は本物のキャラクターを創造し、魅力的な架空の状況に置いたが、人間の発展で十分だったはずのところでコントロールを失い、メロドラマに陥ってしまう。』との批判的な意見を述べた。
シカゴ・トリビューンのジーン・シスケルは星4点満点中星1.5点の評価をつけ、『トミー・リー・ジョーンズの演技はここで疲れているようだ。まるで監督が撮影開始前に彼を脇へ連れて行き、「トミー、 「逃亡者」 でやった面白い言葉遣い知ってる?それをたくさんくれ! 」と言ったかのようだが、この映画で本当に勝負になると思われるのは、気まぐれなジョーンズと真面目なサランドンのどちらが優れているかということだけだ。』との批判的な意見を述べた。